# (43889) Osawatakaomi
(43889) Osawatakaomi (1995 QH) – planetoida z pasa głównego asteroid okrążająca Słońce w ciągu 3,45 lat w średniej odległości 2,28 j.a. Odkryta 17 sierpnia 1995 roku.